# حامد کرزی
حامد کرزی (۲۴ دسامبر ۱۹۵۷) سیاستمدار افغان و رئیس‌جمهور پیشین کشور افغانستان است که از ۲۲ دسامبر ۲۰۰۱ تا ۲۹ سپتامبر ۲۰۱۴ در این جایگاه فعالیت کرد. او یکی از اقوام کرزایی قندهار است.
کرزی که متولد قندهار است، از لیسهٔ حبیبیه کابل فارغ‌التحصیل شد و در دههٔ۱۹۸۰ مدرک کارشناسی ارشد خود را در هند دریافت کرد. او به پاکستان نقل مکان کرد و به جمع‌آوری کمک‌های مالی برای مجاهدین افغان در طول جنگ شوروی و افغانستان (۱۹۷۹–۱۹۸۹) پرداخت. او دورهٔ کوتاهی را به عنوان معاون وزیر امور خارجه در دولت اسلامی افغانستان گذراند. پس از ترور پدر کرزی در ژوئیه ۱۹۹۹ او به عنوان رئیس قوم پوپل‌زایی معرفی شد. در پی حملهٔ ایالات متحده به افغانستان در ماه اکتبر ۲۰۰۱، کرزی قبایل اطراف قندهار را در برابر طالبان رهبری کرد. او پس از حذف رژیم طالبان در اواخر سال ۲۰۰۱ به یک شخصیت سیاسی غالب تبدیل شد. در طول کنفرانس بین‌المللی افغانستان در دسامبر ۲۰۰۱ در آلمان، کرزی توسط شخصیت‌های برجستهٔ سیاسی افغان برای خدمت در یک دورهٔ شش‌ماهه به عنوان رئیس دولت موقت افغانستان انتخاب شد.
او سپس در طول لویی جرگه ۲۰۰۲ در کابل، برای مدت دو سال به عنوان رئیس‌جمهور موقت انتخاب شد. پس از انتخابات ریاست جمهوری ۲۰۰۴ کرزی برنده شد و رئیس‌جمهور افغانستان شد. او همچنین در انتخابات ریاست جمهوری ۲۰۰۹ برنده شد و در نهایت با پایان ریاست جمهوری‌اش در ماه سپتامبر ۲۰۱۴، این سمت را به اشرف غنی واگذار کرد.
کرزی در دوران ریاست جمهوری‌اش، در جامعهٔ بین‌المللی برای کاریزما، لباس بلند و قبیله‌ای و کلاه قره‌قلی و همچنین به عنوان یک سازندهٔ اتحاد بین جوامع افغانستان شناخته می‌شود. رابطهٔ او با ناتو و ایالات متحده به در سال‌های بعد به‌طور فزاینده‌ای تیره و تار شد و او چندین بار متهم به فساد شده است.
پس از فروپاشیی جمهوری اسلامی افغانستان در ۱۷ اوت ۲۰۲۱، گلبدین حکمتیار، رهبر حزب اسلامی وابسته به طالبان، همراه با کرزی و عبدالله عبدالله، رئیس شورای عالی آشتی ملی و رئیس اجراییه سابق، در دوحه دیدار کردند تا یک دولت موقت برای طالبان را تشکیل دهند. در ۲۵ اوت گزارش شد که شورایی با ۱۲ عضو تشکیل خواهد شد تا حکومت دفاکتو جدید امارت اسلامی افغانستان را اداره کند. بنابر گزارش‌ها روی ۷ عضو توافق شد: کرزی، عبدالله، حکمتیار، عبدالغنی برادر، محمد یعقوب، خلیل حقانی و حنیف اتمر.

## پیشینه
حامد کَرزَی در ۲۴ دسامبر سال ۱۹۵۷ میلادی، در روستای کرز در نزدیکی قندهار (ولایتی در جنوب افغانستان) زاده شد.
پدر بزرگش خیر محمد خان و پدرش عبدالاحد کرزی از متنفذان قوم پوپلزی و معاون رئیس پارلمان افغانستان در سال‌های دههٔ شصت میلادی بود. عبدالاحد کرزی، در اواخر دههٔ نود، در شهر کویتهٔ پاکستان توسط طالبان کشته شد.
جد حامد کرزی در دوران جنگ استقلال افغانستان و مبارزه‌های پس از آن سهم فراوان گرفته و مدتی به عنوان معاون مجلس بزرگان افغانستان مشغول خدمت شده است.
حامد کرزی در کابل، در مکتب ابتدایی محمود هوتکی، متوسطه/دبستان سید جمال‌الدین افغانی و لیسهٔ حبیبیه درس خواند و تحصیلات عالی خود را در رشتهٔ علوم سیاسی و ارتباطات بین‌المللی در هند به پایان رساند.

## تحصیلات
وی تحصیلات ابتدایی و متوسطهٔ خود را در کابل گذراند و برای تحصیلات دانشگاهی به هندوستان رفت و در دانشگاه سملهٔ ایالت هیماچال پرادش در رشتهٔ روابط بین‌المللی و علوم سیاسی ادامه تحصیل داد و مدرک فوق لیسانس خود را در این رشته به‌دست‌آورد.

## پیشینهٔ سیاسی

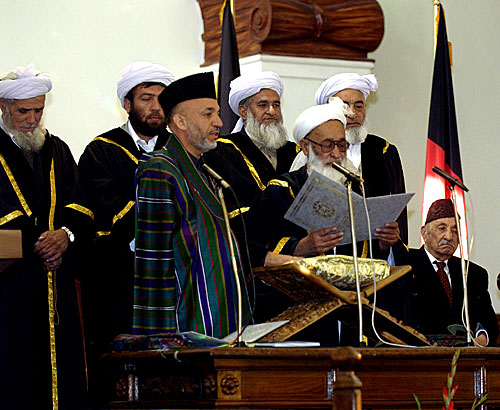
مراسم تحلیف رئیس جمهور حامد کرزی در دسامبر 2004

حامد کرزی در دوران جهاد (جنگ افغان‌ها با اشغالگران شوروی) در پاکستان، در مدارس مجاهدین افغان فعالیت‌های آموزشی داشت.
با روی کار آمدن دولت مجاهدین در سال ۱۹۹۲، کرزی معاون وزیر خارجه این کشور شد.
در سال‌های آخر حکومت طالبان، کرزی به جمع مخالفان این گروه پیوست و مبارزات مسلحانه با طالبان را آغاز کرد.
حامد کرزی در کنار عبدالستار سیرت (از حقوقدانان زمان محمد ظاهرشاه)، از گزینه‌های گروه‌های مذاکره‌کنندهٔ افغان در کنفرانس بن در آلمان بود، که سرانجام، در این کنفرانس، به ریاست دولت موقت افغانستان برگزیده شد؛ نخستین دولتی که پس از طالبان روی کار آمد.
او در انتخابات دموکراتیک افغانستان در سال ۱۳۸۳، با به دست آوردن بیش از ۵۵ درصد آرا، به عنوان نخستین رئیس‌جمهور منتخب مردم افغانستان قدرتش را حفظ کرد.در سال ۱۳۸۸ حامد کرزی مجدداً به عنوان رئیس‌جمهور افغانستان برای یک دورهٔ پنج سالهٔ دیگر انتخاب گردید.

## زندگی شخصی
حامد کرزی شش برادر و یک خواهر دارد. یکی از برادران وی به نام احمد ولی کرزی در ۱۲ ژوئیهٔ ۲۰۱۱ توسط طالبان ترور شد. در روز ۲۳ ژانویهٔ ۱۹۹۹، کرزی با زینت قریشی ازدواج کرد. حاصل یگانه ازدواج کرزی، یک پسر به نام میرویس و دو دختر به نام‌های ملالی و هوسی است. میرویس کرزی در پنج‌شنبه شب ۲۵ ژانویهٔ سال ۲۰۰۷ در بیمارستان رابعهٔ بلخی کابل زاده شد. کرزی نام فرزندش را میرویس که نام یکی از شاهان پیشین افغانستان میرویس خان هوتک بود گذاشت. وی هنگام شنیدن خبر زاده شدن پسرش شادمان گشته و گفته است:
«خداوند متعال فرزندم را خادم مردم افغانستان بسازد و در راه خدمتگزاری به مردم به او توفیق دهد»
فرزند دوم کرزای دختری است به نام ملالی که در سال ۱۳۹۳ (۲۰۱۲) در یکی از بیمارستان‌های دهلی به دنیا آمد. فرزند سوم وی نیز، هوسی نام دارد.
کرزی به زبان‌های پشتو، فارسی دری، انگلیسی و اردو به‌طور روان سخن می‌گوید و به نوشتهٔ وبگاه رسمی ریاست جمهوری افغانستان، از اسب‌سواری و مطالعهٔ فلسفه لذت می‌برد.

## پیوندها به بیرون
- وبگاه رسمی رئیس‌جمهور افغانستان
- «حکومت سیزده ساله کرزی».